# Roeselia stictigramma
Roeselia stictigramma är en fjärilsart som beskrevs av Paul Dognin 1912. Roeselia stictigramma ingår i släktet Roeselia och familjen trågspinnare. Inga underarter finns listade.